# Heteroctenus gibarae
Espèce
Synonymes
- Rhopalurus gibarae Teruel, 2006

Heteroctenus gibarae est une espèce de scorpions de la famille des Buthidae.

## Distribution
Cette espèce est endémique de la province de Holguín à Cuba. Elle se rencontre vers Gibara.

## Description
Le mâle holotype mesure 66,1 mm, le mâle paratype 65,3 mm et les femelles paratypes 75,1 mm et 86,0 mm.

## Systématique et taxinomie
Cette espèce a été décrite sous le protonyme Rhopalurus gibarae par Teruel en 2006. Elle est placée dans le genre Heteroctenus par Esposito, Yamaguti, Souza, Pinto da Roacha et Prendini en 2017.

## Étymologie
Son nom d'espèce lui a été donné en référence au lieu de sa découverte, la Sierra de Gibara.

## Publication originale
- Teruel, 2006 : « Apuntes sobre la taxonomía y biogeografía del género Rhopalurus Thorell 1876 (Scorpiones: Buthidae), con la descripción de dos nuevas especies de Cuba. » Boletín de la Sociedad Entomológica Aragonesa, no 38, p. 43-54 (texte intégral).